# BYD Yuan
O BYD Yuan (chinês: 比亚迪元, nomeado após a dinastia Yuan) é uma série de crossovers subcompacto desenvolvidos pela BYD Auto, ficando abaixo do crossover compacto BYD Song.
Lançado em março de 2016, o BYD Yuan está atualmente disponível apenas como um veículo totalmente elétrico, embora anteriormente também fossem oferecidas uma versão a gasolina e uma versão híbrida plug-in.
A variante maior do modelo foi revelada em julho de 2021. É comercializado como BYD Yuan Plus (ou BYD Atto 3 em alguns mercados). Comparado com a primeira geração, é classificado como um crossover compacto e apresenta dimensões um pouco maiores, um design mais sofisticado e bateria blade da BYD.
Em março de 2024, a segunda geração do Yuan, chamada Yuan Up, foi lançada, encaixando-se no Yuan Plus e continuando a servir como oferta de crossover subcompacto da BYD.

## Primeira geração (2015–presente)
O BYD Yuan é o quarto produto e o terceiro crossover da BYD usando o sistema de nomenclatura da dinastia chinesa, seguindo o crossover compacto BYD Song, o crossover de tamanho médio BYD Tang e o sedã compacto BYD Qin. Assim como fizeram com o BYD Song, a BYD decidiu usar o mesmo nome ( Yuan ) para toda a linha de motores, incluindo uma versão a gasolina, uma versão híbrida e uma versão elétrica (anteriormente a versão a gasolina era conhecida como S1).

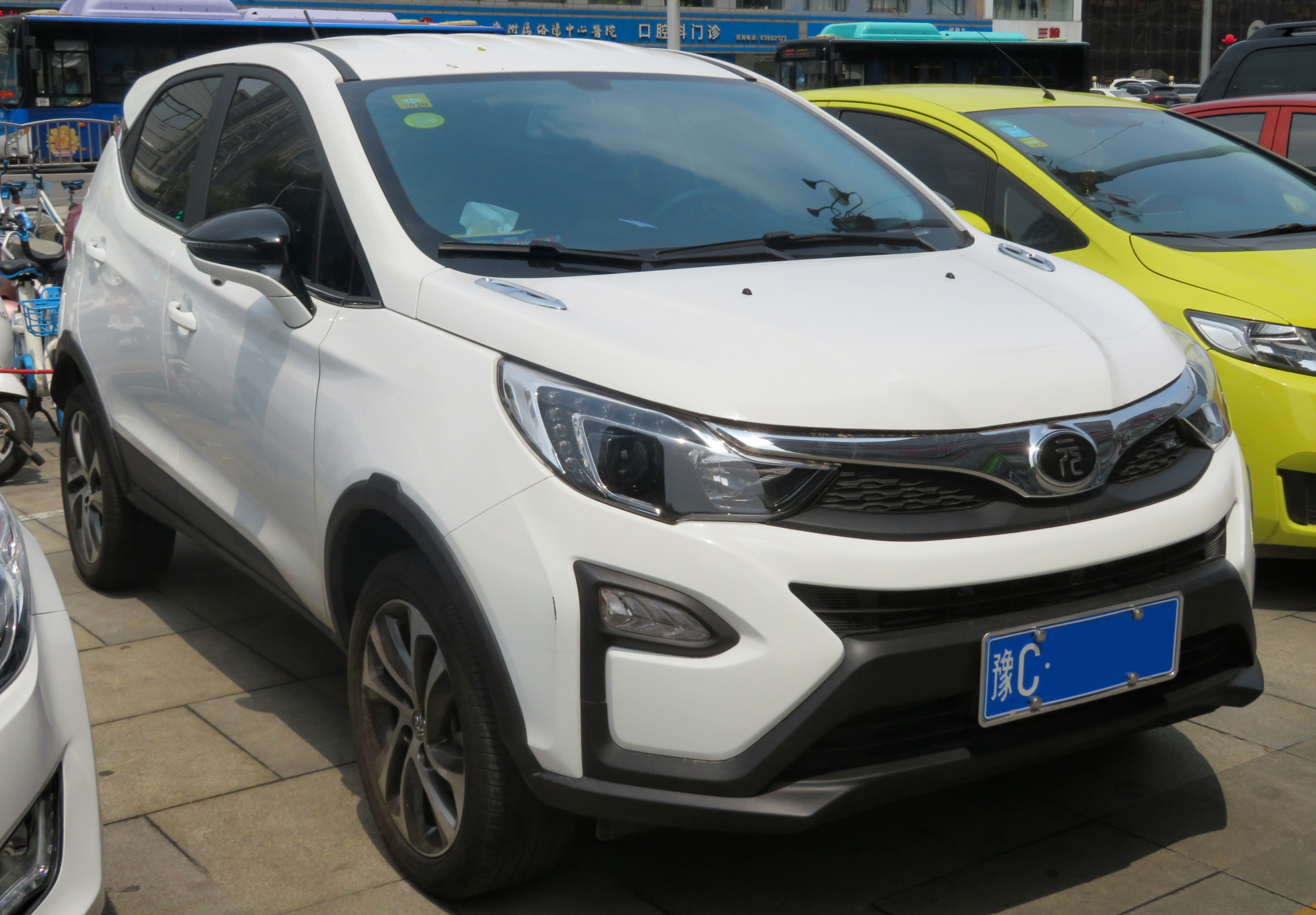
BYD Yuan Sport (pré-facelift; frontal)
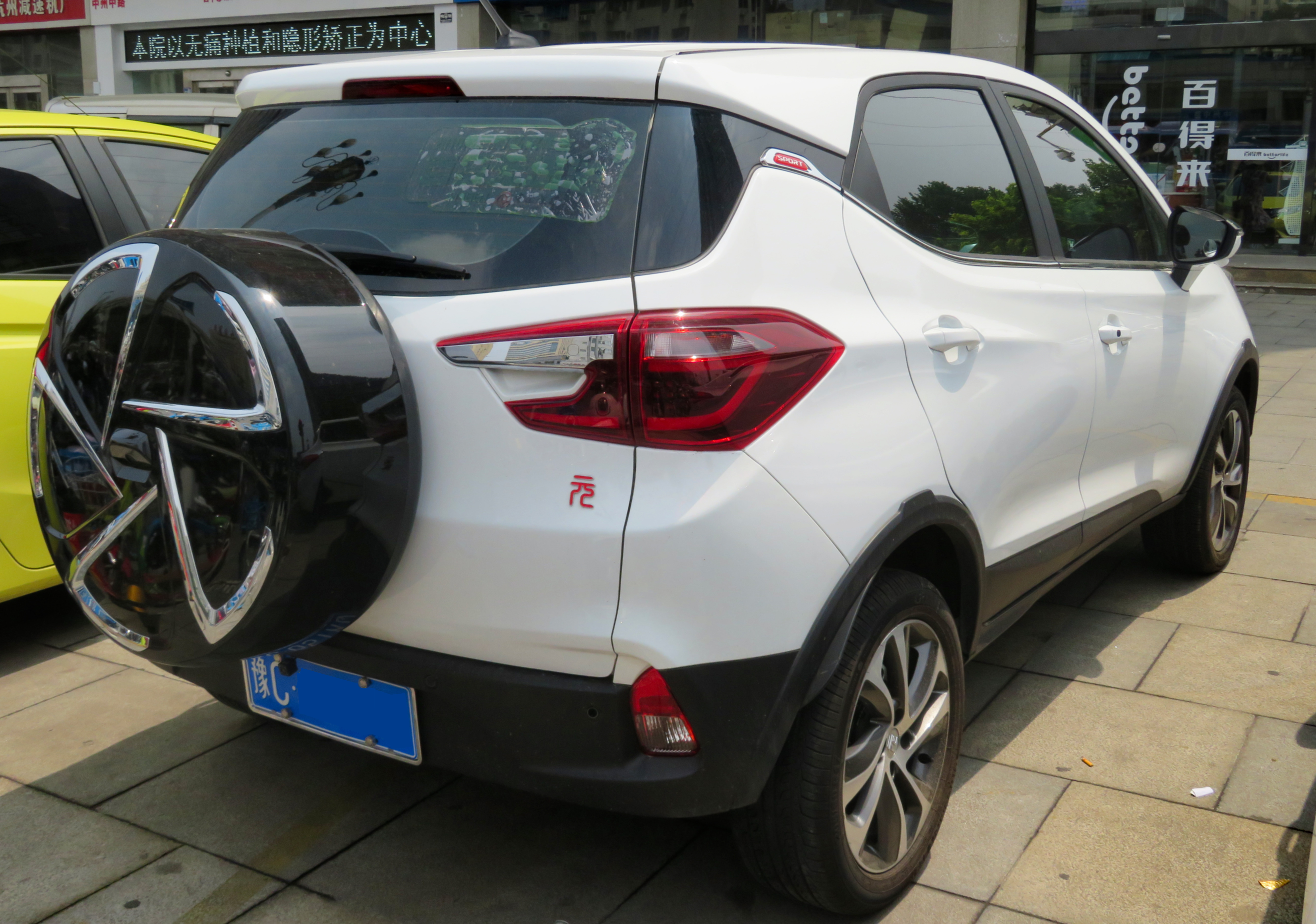
BYD Yuan Sport (pré-facelift; traseira)

### BYD S1
O BYD S1 é um crossover subcompacto movido a gasolina lançado em 2015. Além do mercado chinês, também foi oferecido nas Filipinas. No mercado chinês, com a introdução do nome Yuan em 2016, foi reposicionado e desde então vendido como a versão a gasolina do Yuan.
Fora da China, o nome S1 foi mantido, com a variante totalmente elétrica sendo chamada S1 EV ou S1 Pro EV (Yuan Pro) em alguns mercados.

### BYD Yuan (2018; facelift)
Em 2018, o BYD Yuan foi reestilizado com o novo estilo "Dragon Face" na dianteira, em linha com todos os outros produtos da série "Dynasty". O Yuan EV360 foi lançado com uma bateria de 43,2 kWh com autonomia de 305 quilômetros. Há também o BYD Yuan EV535 com uma bateria maior de 53,2 kWh.

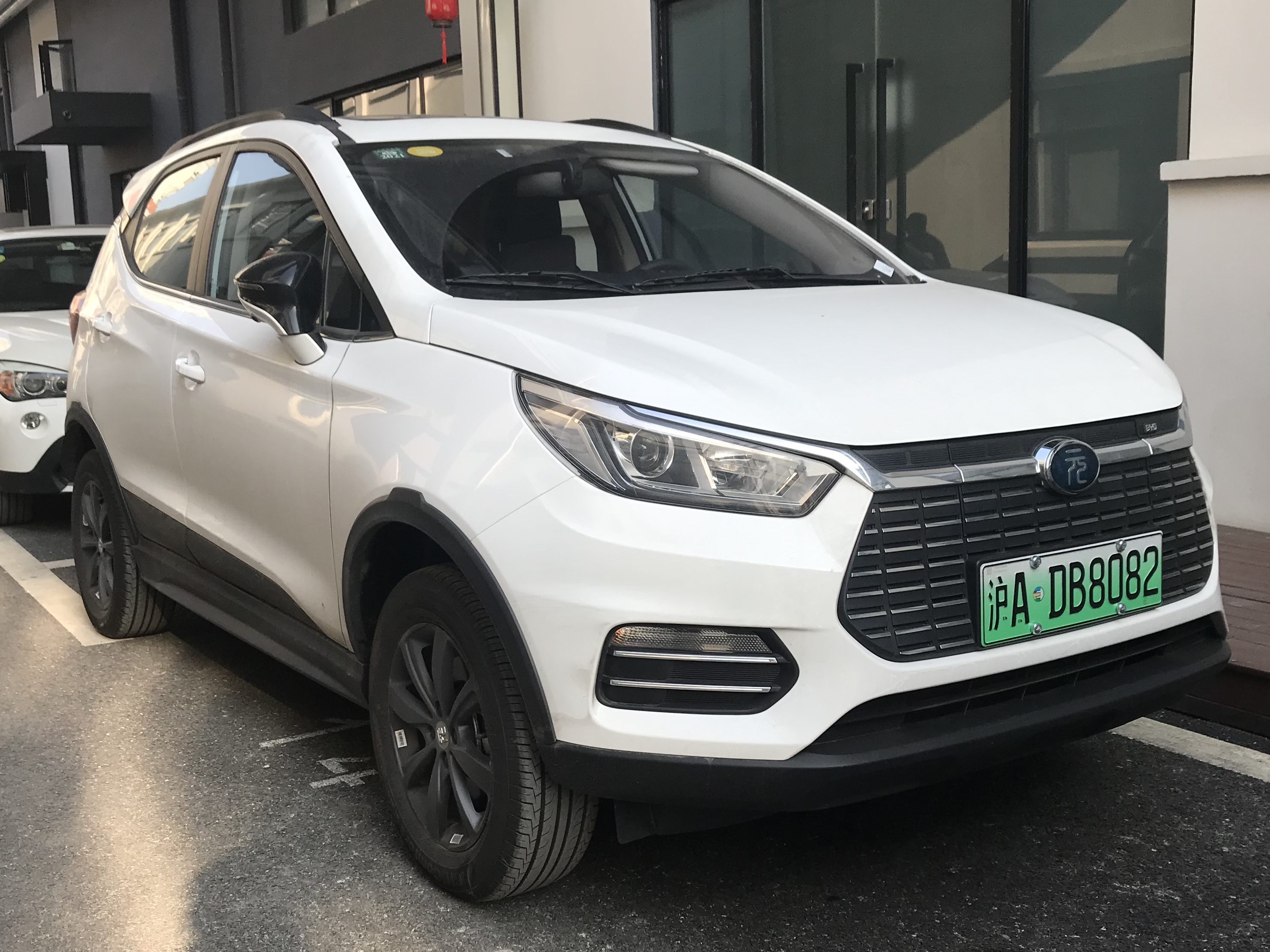
Visão frontal do BYD Yuan (EV; pós-facelift)
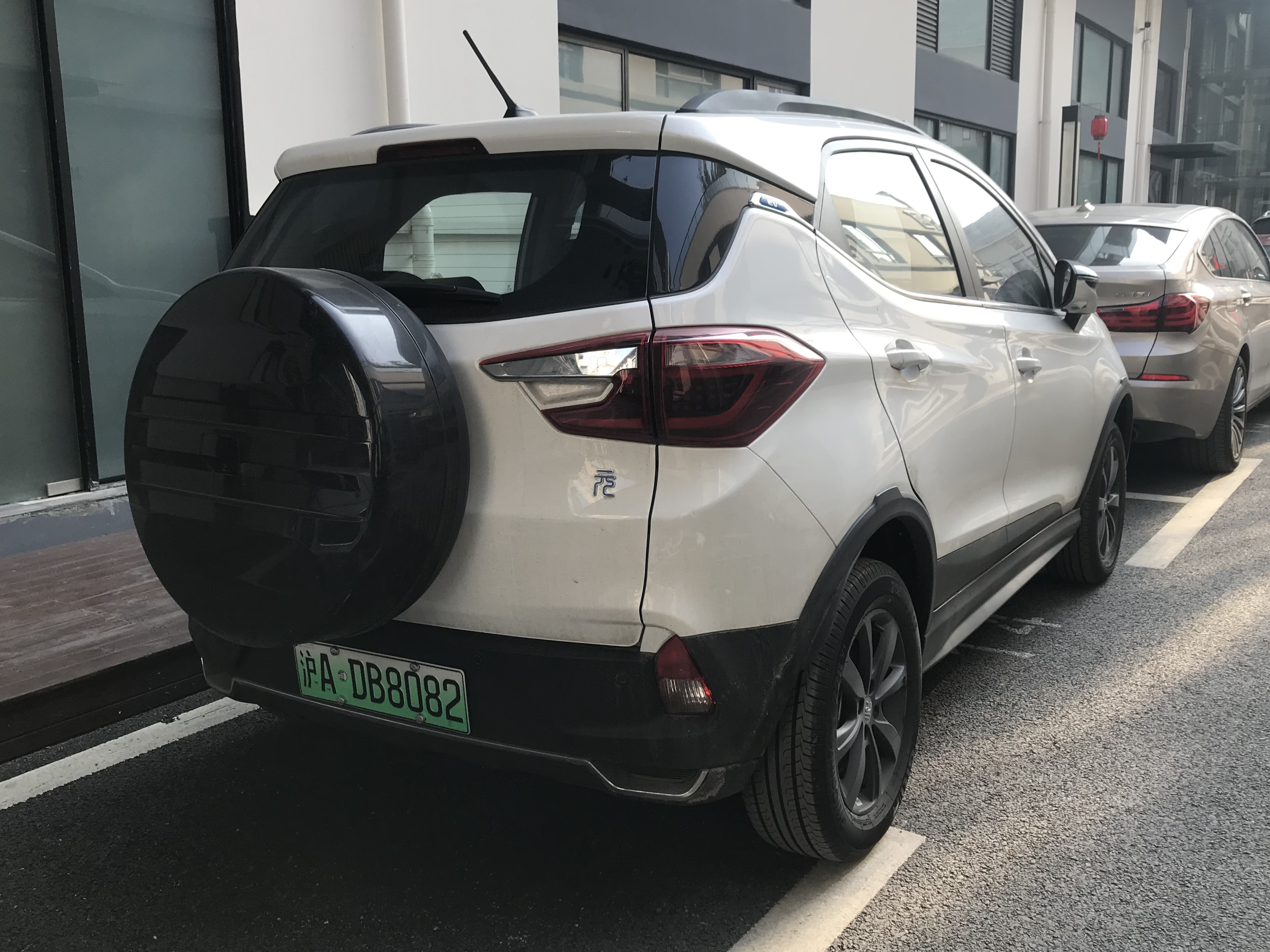
Visão traseira do BYD Yuan (EV; pós-facelift)
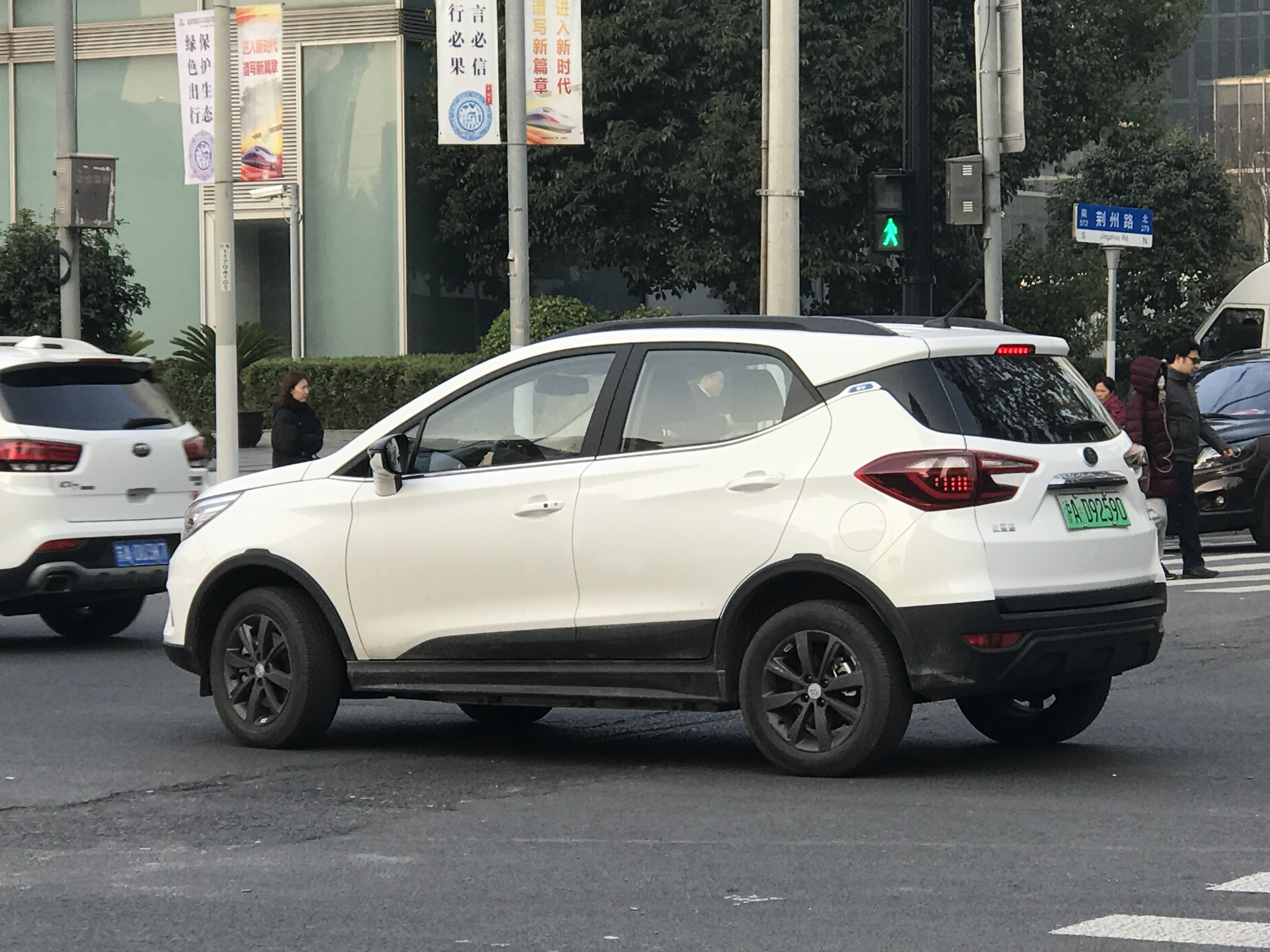
BYD Yuan (EV; pós-facelift; sem estepe na tampa do porta-malas)

### Yuan EV (2020)
A partir de agosto de 2020, as únicas variantes do Yuan anunciadas pela BYD na China são totalmente elétricas. Juntamente com o BYD Yuan EV360 de 2019 (bateria de 42 kWh), é oferecido o BYD Yuan EV de 2020, com duas opções de bateria: 40,62 kWh e 53,22 kWh. De acordo com a norma NEDC, a autonomia com a bateria maior é de 410 km.

### Yuan Pro (2021; facelift)
O Yuan EV recebeu uma reestilização para o modelo 2021, chamado Yuan Pro. O Yuan Pro apresenta um painel frontal redesenhado no mesmo estilo do BYD Han. Em termos de desempenho, o Yuan Pro está equipado com um único motor produzindo 136 hp (101 kW; 138 PS) e um torque de 210 N·m (150 lb·ft) e uma bateria de 50,1 kWh que é capaz de atingir uma autonomia de 401 quilômetros no ciclo NEDC.

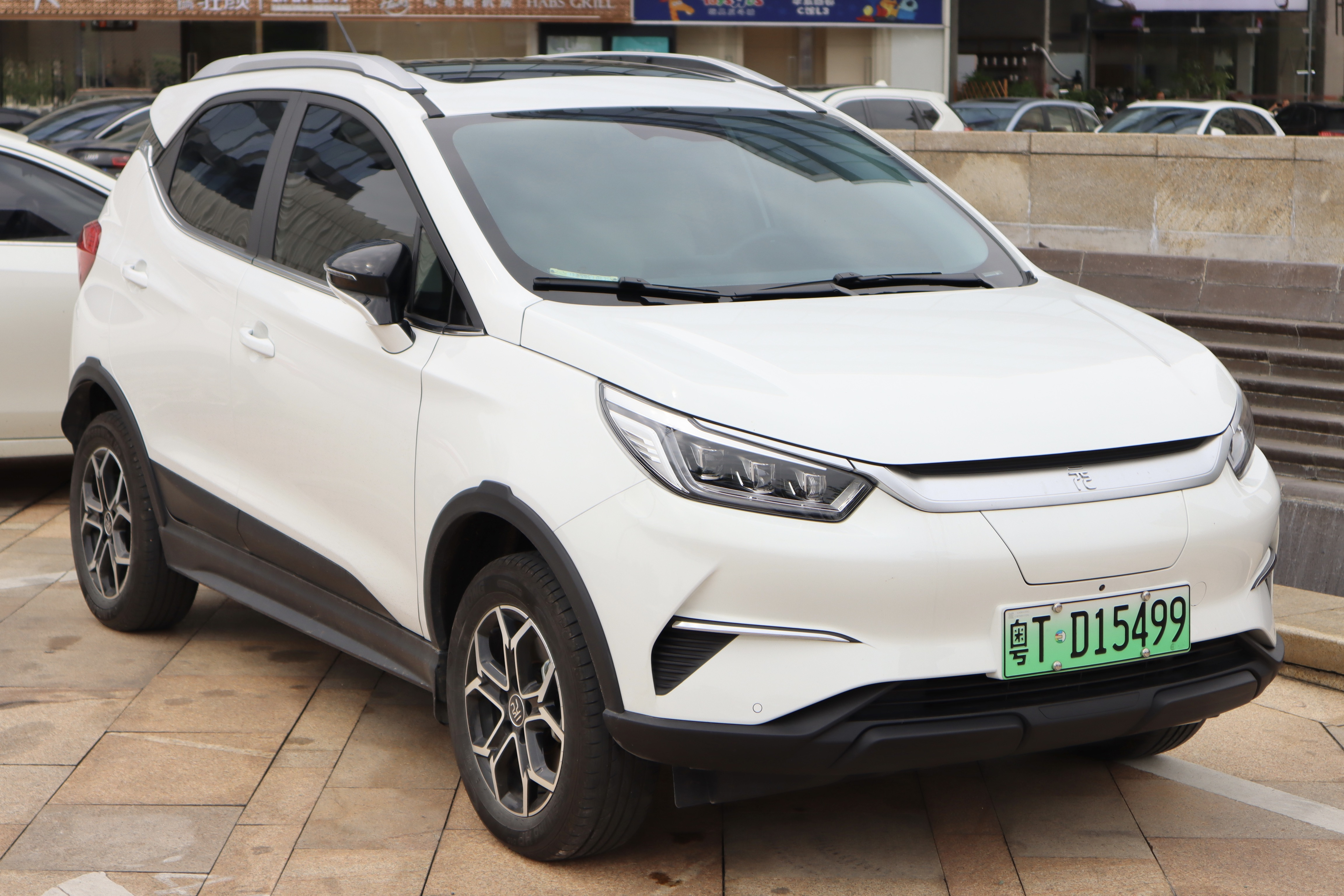
Visão frontal do BYD Yuan Pro (EV)
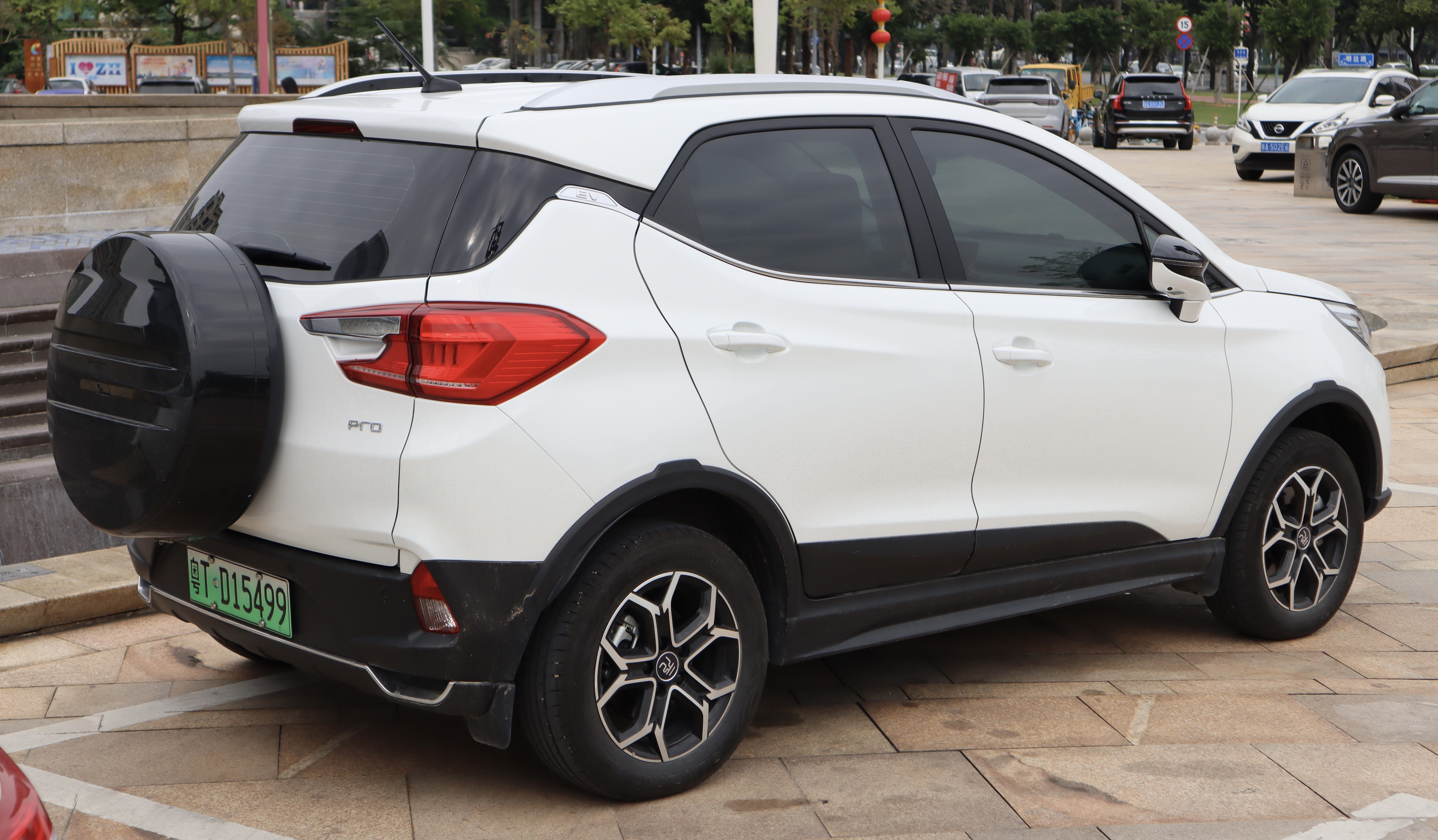
Visão traseira do BYD Yuan Pro (EV)

### BYD S2
O BYD S2 é um crossover subcompacto totalmente elétrico, mais curto que o Yuan e o S1, e vendido na China desde 2019. A capacidade da bateria é de 40,62 kWh.

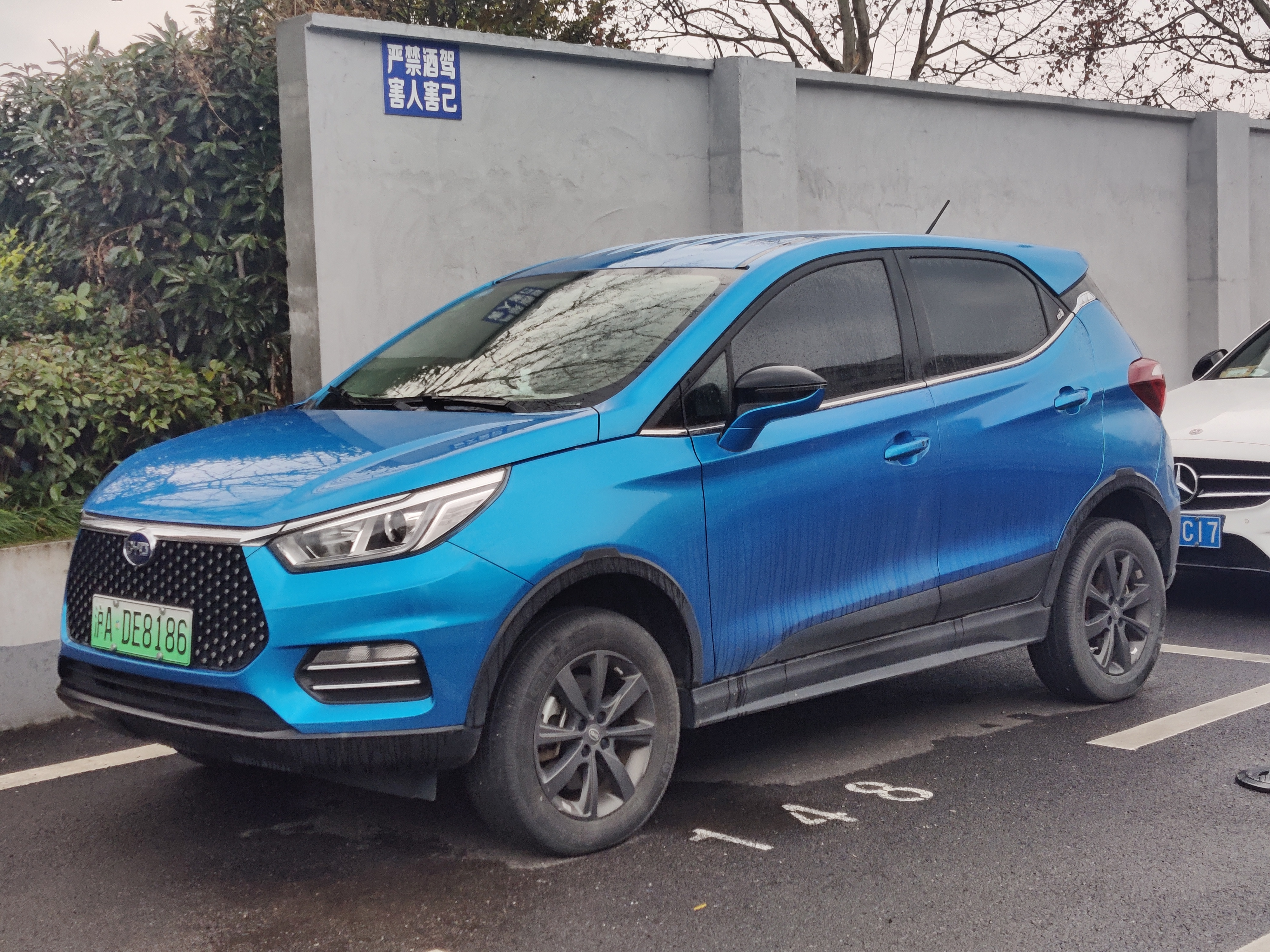
Visão frontal do BYD S2
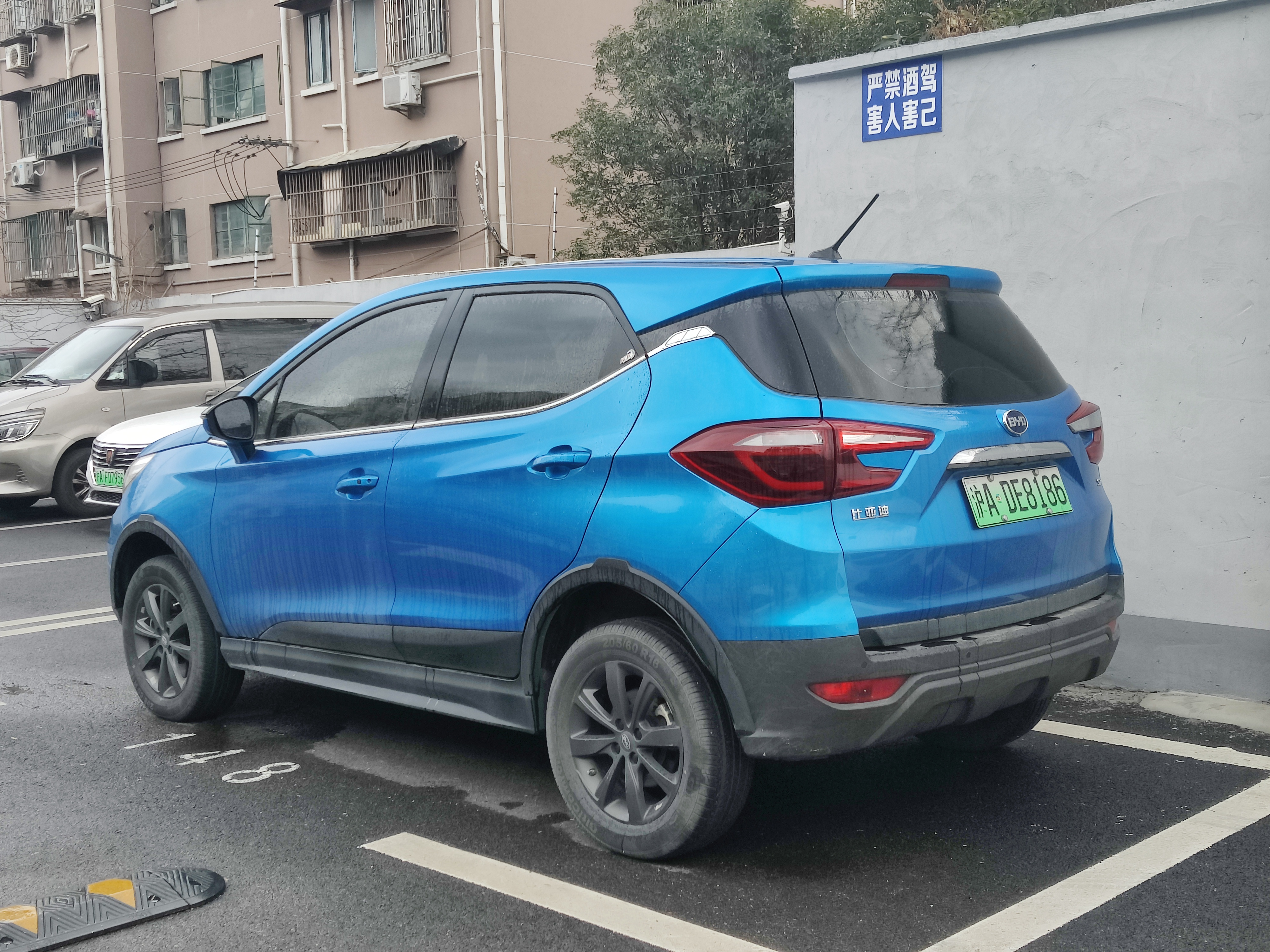
Visão traseira do BYD S2

## Atto 3 / Yuan Plus (2022)
A notícia de uma variante maior totalmente elétrica do Yuan surgiu em julho de 2021, com o modelo recebendo a marca BYD Yuan Plus para diferenciá-lo da primeira geração do Yuan que continuou a ser vendida. O Yuan Plus é significativamente maior que o Yuan e o Yuan Pro e agora está mais próximo em tamanho de um crossover compacto. O modelo recebe o nome BYD Atto 3 – inspirado no attossegundo, a menor unidade de escala de tempo na física – em alguns mercados internacionais. O Atto 3 foi classificado com 5 estrelas nos testes de colisão do Euro NCAP.

## Yuan Up (2024)
Sucessor do Yuan Pro, o Yuan Up foi apresentado em janeiro de 2024. O Yuan Up continuará posicionado no segmento de crossovers subcompactos sob o Yuan Plus, que é classificado como crossover compacto.